# Lennart Roslund
Lennart Roslund, född 15 februari 1946 i Malmö, är en svensk seglare.
Han seglade för Göteborgs KSS. Han blev olympisk silvermedaljör i München 1972.